# Bazar de la Charité

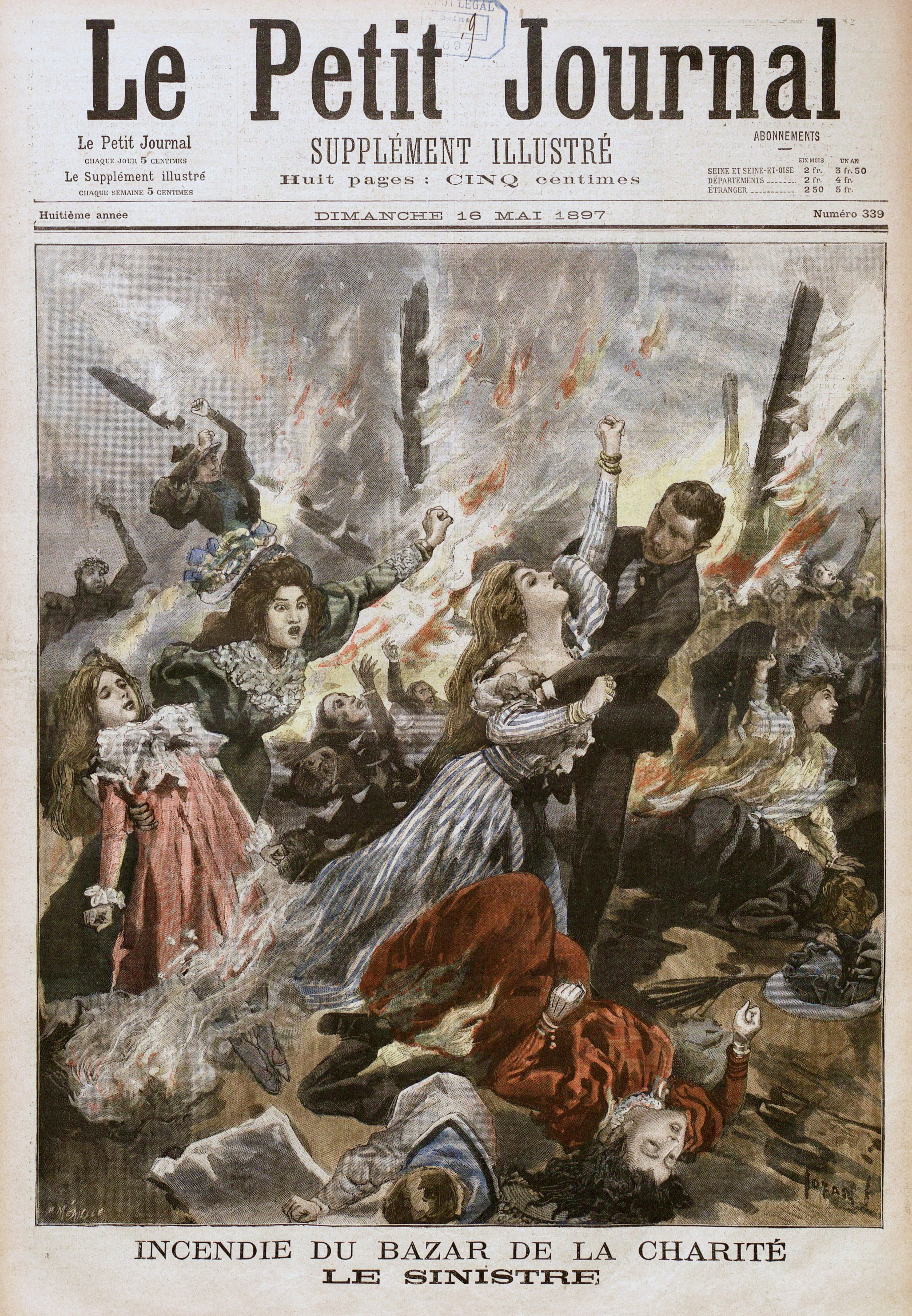
Der Brand, dargestellt in einer zeitgenössischen Zeitschrift

Der Bazar de la Charité war eine Wohltätigkeitsveranstaltung, die 1885 in Paris ins Leben gerufen wurde. Ziel war es, durch den Verkauf von Kunstgegenständen, Schmuck, Gemälden und Büchern Geld zu sammeln, das an die Armen gespendet wurde. Da auf diesem Wohltätigkeits-Basar auch Damen der High Society verkauften, wurden wegen der prominenten Verkäuferinnen gute Einnahmen erzielt. Der Bazar de la Charité erlangte traurige Berühmtheit, da sich dort am 4. Mai 1897 eine aufsehenerregende Brandkatastrophe ereignete, bei der weit über 100 Menschen den Tod fanden.

## Die Brandkatastrophe vom 4. Mai 1897
Im Jahre 1897 musste ein neuer Standplatz für den jährlich stattfindenden Bazar de la Charité gefunden werden, da der bisherige Standort – das Palais de l’Industrie – abgerissen wurde, um Platz für die kommende Weltausstellung in Paris zu schaffen. Ein Ausweichquartier fanden die Organisatoren in Form eines unbebauten Grundstückes in der nahegelegenen Rue Jean Goujon, das von einem Millionär kostenlos zur Verfügung gestellt wurde.

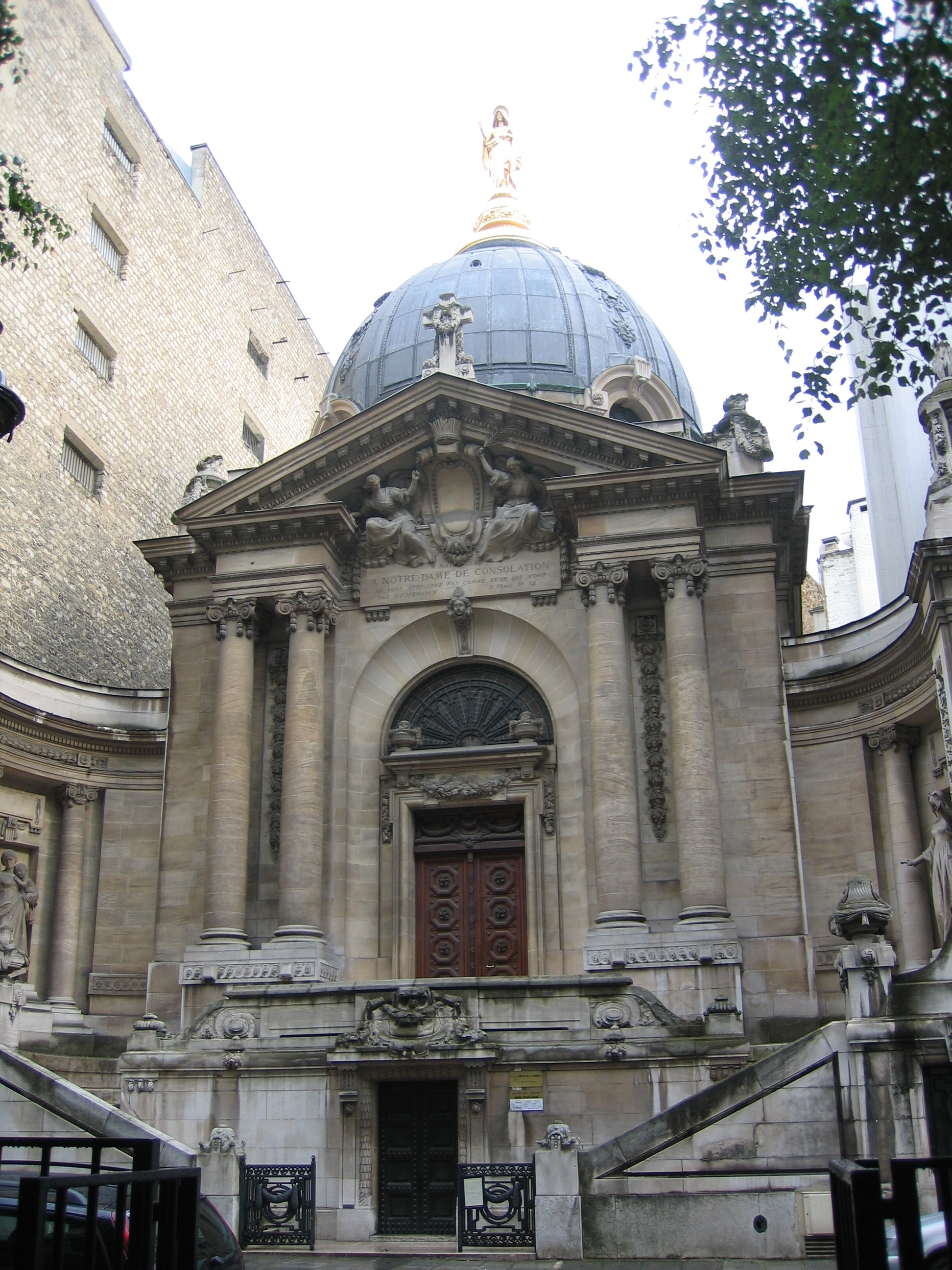
Gedenkkapelle am ehemaligen Ort des Basars

Auf dem freien Grundstück errichtete man ein Gebäude aus Holz, 80 Meter lang und 30 Meter breit. Das Innere dekorierte man mit Kulissen aus einer Theaterausstellung, die eine Pariser Straße mit Verkaufsständen aus dem 15. Jahrhundert darstellen sollte. Die Dekoration bestand aus Pappdeckeln und Leinwand, die mit Ölfarbe bemalt war. Den Boden bildeten leichte Fichtenholzbretter, das Dach improvisierte man mit einem Segeltuch, das zum Schutz gegen Wasser mit Bitumen imprägniert war. Insgesamt verfügte das Gebäude über fünf Ausgänge, zwei große Türen zur Straße hinaus und drei kleinere Ausgänge, die auf den schmalen Rest des Grundstücks führten.
Zwei besondere Attraktionen bot der Bazar de la Charité seinen Besuchern: zum einen eine kleine, mit Wasserstoff gefüllte Montgolfière, die im Raum schwebte. Zum anderen einen Kinematographenapparat der Brüder Lumière, mit dessen Hilfe in einem kleinen Raum Filmaufnahmen gezeigt wurden. Diese Apparatur war der Ausgangspunkt der Brandkatastrophe: Die Beleuchtung des Filmprojektors brauchte als Lichtquelle ein Kalklicht, das mit einer Etherflamme arbeitete. Der Gehilfe des Filmvorführers verschüttete beim Befüllen der Lampe Ether, der sich beim Kontakt mit der heißen, noch nicht abgekühlten Lampe entzündete. Innerhalb von wenigen Minuten brannte das ganze, aus Holz und Leinwand bestehende Gebäude. Besonders das an der Decke gespannte Segeltuch trug rasend schnell zur Ausbreitung des Brandes bei.

„Es war 4 Uhr 15 Minuten Nachmittags, als ein bei dem Kinematographen beschäftigter Arbeiter dem Baron Mackau zurief, daß ein über den Bazar gespanntes Velum durch eine Gasflamme in Brand gerathen sei. Baron Mackau gab Ordre, keine Panik hervorzurufen. Der Auftrag erwies sich als unnütz, da sich das Feuer mit unerhörter Raschheit verbreitete. Die in der Nähe des Haupteinganges befindlichen Personen konnten sich alle retten, aber an den kleinen Seitenöffnungen drängten sich die Flüchtenden derart zusammen, daß bald die Auswege versperrt waren. Mangel an zahlreichen Ausgängen war daran Schuld, daß die Katastrophe derartige Dimensionen annahm.“

### Opfer
Man schätzt, dass sich am Nachmittag des 4. Mai 1897 weit über 1.500 Menschen auf dem Bazar de la Charité aufgehalten haben. Die Zahl der Todesopfer schwankt, mal wird von 126 Opfern gesprochen, an anderen Stellen von 140. Besonders auffällig ist die große Zahl an Frauen und Kindern, die sich unter den Toten befanden. Das prominenteste Opfer war Herzogin Sophie Charlotte von Alençon, die jüngste Schwester der Kaiserin Elisabeth von Österreich-Ungarn und einstige Verlobte des bayerischen Königs Ludwig II. Die Herzogin konnte nur unter Hinzuziehung ihres Zahnarztes anhand ihres Gebisses identifiziert werden.
Die mit der Katastrophe verbundenen Schrecken sowie die hohe Opferzahl zogen Beileidsbekundungen und Spenden aus aller Welt nach sich. Am Ort des Geschehens wurde eine kleine Gedenkkapelle errichtet, die noch heute existiert und besucht werden kann. Am 4. Mai 1898 war der Grundstein für diese Kapelle gelegt worden, wobei zur Feier nur die Angehörigen der Opfer der Katastrophe zugelassen waren. Oscar Amoëdo aus Kuba, der als Vater der forensischen Zahnmedizin bezeichnet wird, befragte die an der Identifizierung der Brandopfer anhand ihrer Gebisse beteiligten Ärzte und veröffentlichte die Ergebnisse im ersten Buch zur forensischen Zahnheilkunde L’Art Dentaire de Medicine Legale.
Der amerikanische Choreograf Clint Lutes hat der Brandkatastrophe des Bazars de la Charité seine Produktion Get a Leg Up gewidmet – ein zeitgenössisches Tanzstück für 9 Tänzer (Uraufführung: 7. Januar 2010, Berlin).
Die Netflix-Serie Der Basar des Schicksals (2019) thematisiert die Katastrophe.